# La Paz megye (Honduras)
La Paz (nevének jelentése „A béke”) Honduras egyik megyéje. Az ország délnyugati részén terül el. Székhelye La Paz.

## Földrajz
Az ország délnyugati részén elterülő megye nyugaton és északnyugaton Intibucá, északkeleten Comayagua, délkeleten Francisco Morazán, délen pedig egy rövid szakaszon Valle megyékkel és Salvadorral határos.

## Népesség
Ahogy egész Hondurasban, a népesség növekedése La Paz megyében is gyors. A változásokat szemlélteti az alábbi táblázat:
| Év             | Lakosság |
| -------------- | -------- |
| 1988           | 109 995  |
| 2001           | 156 560  |
| 2010 (becsült) | 196 322  |